# Néa Kessáni
Néa Kessáni, en grec moderne : Νέα Κεσσάνη, est un village du dème d'Abdère, de Macédoine-Orientale-et-Thrace, en Grèce.
Selon le recensement de 2011, la population de Néa Kessáni compte 418 habitants. 